# Timur Apakidze
Timur Awtandiłowicz Apakidze (ros. Тимур Автандилович Апакидзе, gruz. თემურ ავთანდილის ძე აფაქიძე, ur. 4 marca 1954 w Tbilisi, zm. 17 lipca 2001 w Ostrowie) – radziecki i rosyjski pilot doświadczalny, generał major lotnictwa, Bohater Federacji Rosyjskiej (1995).

## Życiorys
Był Gruzinem. Gdy był dzieckiem, wraz z matką przeniósł się do Leningradu, gdzie później uczył się w szkole, a po ukończeniu 8 klas wstąpił do Leningradzkiej Nachimowskiej Szkoły Marynarki Wojennej. Po jej ukończeniu w 1971 podjął służbę w Siłach Zbrojnych ZSRR i został kursantem wyższej wojskowej szkoły lotniczej dla pilotów w Jejsku, po ukończeniu której w 1975 służył w lotnictwie wojskowym Sił Powietrznych Floty Bałtyckiej. W 1983 został zastępcą dowódcy 846 samodzielnego gwardyjskiego pułku morskiego lotnictwa szturmowego im. Czkałowa Floty Bałtyckiej w stopniu majora, w 1986 ukończył Wojskową Akademię Morską im. A. Grieczko i został skierowany do Mikołajowa jako dowódca 100 pułku lotnictwa myśliwskiego Centrum Przysposobienia Bojowego Lotnictwa Morskiego, później zajmował to stanowisko w mieście Saki na Krymie. Pod koniec lat 80. i na początku lat 90. testował wiele modeli samolotów. Był jednym z najwybitniejszych lotników Floty Bałtyckiej. W marcu 1993 został zastępcą dowódcy, a w listopadzie 1994 dowódcą 57 Mieszanej Dywizji Sił Powietrznych Floty Północnej. 15 grudnia 1995 otrzymał stopień generała majora. Przetestował 13 typów samolotów, miał wylatane 3850 godzin. 18 sierpnia 1994 otrzymał tytuł Zasłużonego Lotnika Wojskowego Federacji Rosyjskiej. Zginął 17 lipca 2001 roku w wypadku lotniczym w locie pokazowym na myśliwcu pokładowym Su-33 w okolicy lotniska w mieście Ostrow w obwodzie pskowskim. Został pochowany na Cmentarzu Trojekurowskim w Moskwie. Jego imieniem nazwano wiele ulic. W Siewieromorsku postawiono jego pomnik.
Imieniem Timura Apakidze nazwano 100. Samodzielny Pokładowy Pułk Myśliwski lotnictwa Floty Północnej.

## Odznaczenia
- Bohater Federacji Rosyjskiej (17 sierpnia 1995)
- Order Za Osobiste Męstwo (6 maja 1993)
- Order „Za służbę Ojczyźnie w Siłach Zbrojnych ZSRR” III klasy (1988)
- Medal „Za zasługi bojowe” (1982)

I inne.